# H.A.L. de Castres
Kolonel H.A.L. de Castres was een Frans officier. Hij werd op 17 februari 1820 door Koning Willem I tot Officier in de Militaire Willems-Orde benoemd. Om de vijfde verjaardag van de Militaire Willems-Orde luister bij te zetten liet de koning decoraties uitreiken aan de Franse officieren die deel uitmaakten van de commissie die de Frans-Nederlandse grens afbakende. Drie ondergeschikten van de Franse voorzitter, luitenant-generaal Maureillau, kregen een Willemsorde, de secretaris, de heer Perrey, kreeg het ridderkruis van de Orde van de Nederlandse Leeuw.